# John Stewart (Politiker, 1795)
John Stewart (* 10. Februar 1795 in Chatham, Connecticut; † 16. September 1860 ebenda) war ein US-amerikanischer Politiker. Zwischen 1843 und 1845 vertrat er den zweiten Wahlbezirk des Bundesstaates Connecticut im US-Repräsentantenhaus.

## Werdegang
Nach der Grundschule wurde John Stewart im Schiffbau und im Handel in Middle Haddam tätig. Politisch wurde er Mitglied der von Präsident Andrew Jackson gegründeten Demokratischen Partei. Im Jahr 1830 war er Abgeordneter im Repräsentantenhaus von Connecticut; zwischen 1832 und 1837 gehörte er dem Staatssenat an. Außerdem wurde er Richter am Bezirksgericht in Middletown.
Bei den Kongresswahlen des Jahres 1842 wurde Stewart im zweiten Distrikt von Connecticut in das US-Repräsentantenhaus in Washington, D.C. gewählt. Dort trat er am 4. März 1843 die Nachfolge von William Whiting Boardman von der Whig Party an. Da er aber bei den Wahlen des Jahres 1844 gegen Samuel D. Hubbard verlor, konnte er bis zum 3. März 1845 nur eine Legislaturperiode im Kongress absolvieren, die unter anderem von heftigen Diskussionen um den Anschluss der zwischenzeitlich von Mexiko unabhängigen Republik Texas an die Vereinigten Staaten geprägt wurde.
Nach dem Ende seiner Zeit im US-Repräsentantenhaus nahm Stewart seine alte Tätigkeit im Schiffbau wieder auf. Im Jahr 1846 saß er noch einmal im Senat von Connecticut, 1854 wurde er erneut in das Repräsentantenhaus des Staates gewählt. John Stewart starb am 16. September 1860 in seinem Geburtsort Chatham.